# Glasskærer
En glasskærer eller en glarmesterdiamant er et værktøj til at skære (egentlig skære knækspor) i flade glasflader.
Værktøjet kan bestå af håndtag med et eller flere skærehjul på ca. fem mm i diameter af hærdet stål eller hårdtmetal, som har en V-formet skæreflade. De forskellige skærehjul har lidt forskellige vinkler og anvendes afhængig af glastykkelsen.
Eller værktøjet kan bestå af et (træ)håndtag med metalholder for en lille diamant.
Værktøjet anvendes til mindre arbejder af glarmestre ved tilpasning af glasvinduer etc. og til hobbyarbejder.
De kantede indhak i siden anvendes til afbrækning af mindre glasstrimler.
Større glaspartier bliver ofte udskåret med knækspor på semi-automatiske CNC-maskiner og derefter knækket ved håndkraft.
Hærdet glas kan ikke bearbejdes efter denne metode.